# Radoaldo de Benevento
Radoaldo de Benevento o Radualdo de Benevento fue duque de Benevento, el más meridional de los dos ducados lombardos italianos. Aiulfo I sufría de problemas mentales, razón por la cual tanto Radoaldo I como Grimoaldo I fueron sus regentes. Ambos eran hijos de Gisulfo II de Friuli y hermanos adoptivos de Aiulfo.
En el año 646 los invasores eslavos llegaron a las costas adriáticas. Aiulfo en persona dirigió al ejército contra ellos, pero su caballo cayó en una trampa a modo de foso cavada por el enemigo y fue muerto. Le sucedió Radoaldo con el apoyo del rey lombardo Rotario.